# Nouria Mérah-Benida
Nouria Merah-Benida (tiếng Ả Rập: نورية مراح بنيدة) (sinh ngày 19 tháng 10 năm 1970 tại Algiers) là cựu vận động viên chạy bộ đường dài ở Algéria.
Tại Thế vận hội toàn châu Phi năm 1999 tại Johannesburg Merah-Benida đã giành huy chương bạc ở cả 800 mét và 1500 mét. Tại Thế vận hội Mùa hè 2000 ở Sydney, cô đã giành được huy chương vàng cực kỳ bất ngờ trước người România Violeta Szekely (bạc) và Gabriela Szabo (đồng). Cùng năm đó, cô đã giành được huy chương bạc 800 m và huy chương vàng 1500 m tại Giải vô địch châu Phi. Cô đã nghỉ hưu sau mùa giải 2001.

## Kỷ lục cuộc thi
| Năm                  | Giải đấu                   | Địa điểm                   | Thứ hạng             | Nội dung             | Chú thích            |
| Representing Algérie | Representing Algérie       | Representing Algérie       | Representing Algérie | Representing Algérie | Representing Algérie |
| -------------------- | -------------------------- | -------------------------- | -------------------- | -------------------- | -------------------- |
| 1996                 | Olympic Games              | Atlanta, Georgia           | 23rd (h)             | 800 m                | 2:02.44              |
| 1997                 | Mediterranean Games        | Bari, Italy                | 1st                  | 1500 m               | 4:11.27              |
| 1997                 | World Championships        | Athens, Greece             | 11th (sf)            | 800 m                | 2:01.08              |
| 1997                 | World Championships        | Athens, Greece             | 29th (h)             | 1500 m               | 4:12.21              |
| 1999                 | World Indoor Championships | Maebashi, Japan            | 10th (sf)            | 800 m                | 2:03.10              |
| 1999                 | World Championships        | Seville, Spain             | 19th (h)             | 1500 m               | 4:08.90              |
| 1999                 | All-Africa Games           | Johannesburg, South Africa | 2nd                  | 800 m                | 2:00.83              |
| 1999                 | All-Africa Games           | Johannesburg, South Africa | 2nd                  | 1500 m               | 4:18.69              |
| 2000                 | African Championships      | Algiers, Algeria           | 2nd                  | 800 m                | 1:59.73              |
| 2000                 | African Championships      | Algiers, Algeria           | 1st                  | 1500 m               | 4:16.14              |
| 2000                 | Olympic Games              | Sydney, Australia          | 1st                  | 1500 m               | 4:05.10              |
| 2001                 | World Championships        | Edmonton, Canada           | 24th (h)             | 1500 m               | 4:15.06              |
| 2006                 | African Championships      | Bambous, Mauritius         | 3rd                  | 800 m                | 2:02.18              |
| 2006                 | African Championships      | Bambous, Mauritius         | 1st                  | 1500 m               | 4:23.26              |